# Мелен (Висконсин)
Мелен (енгл. Mellen) град је у америчкој савезној држави Висконсин.

## Демографија
По попису из 2010. године број становника је 731, што је 114 (-13,5%) становника мање него 2000. године.
| Група             | 2000.       | 2010.       |
| Белци             | 813 (96,2%) | 702 (96,0%) |
| Афроамериканци    | 2 (0,2%)    | 2 (0,3%)    |
| Азијати           | 1 (0,1%)    | 1 (0,1%)    |
| Хиспаноамериканци | 8 (0,9%)    | 12 (1,6%)   |
| Укупно            | 845         | 731         |